# Blink
|  | Per a altres significats, vegeu «Blink (motor de renderització)». |

Blink és una pel·lícula de suspens dirigida per Michael Apted en 1994. La pel·lícula va rebre crítiques mixtes, tirant a positives.

## Argument
Emma (Madeleine Stowe) és una jove atractiva, però cega. Toca el violí en un conjunt de música folk. Mitjançant una operació aconsegueix millorar una mica la seva visió, però a conseqüència de la intervenció li costa recordar el que veu. Una nit es desperta per un soroll en un apartament veí. Mira cap a les escales a través de la porta entreoberta i veu un home en la foscor. Convençuda que ha vist l'home que va assassinar aquella nit a un veí acudeix a la policia, on l'atén l'inspector Hallstrom (Aidan Quinn). Emma té dificultats en recordar el que realment va veure i Hallstrom dubta del seu testimoni, encara que volgués creure-la.

## Repartiment
| Actor / Actriu             | Personatge              |
| -------------------------- | ----------------------- |
| Madeleine Stowe            | Emma Brody              |
| Aidan Quinn                | Detectiu John Hallstrom |
| James Remar                | Detectiu Thomas Ridgely |
| Bruce A. Young             | Tinent Mitchell         |
| Paul Dillon                | Neal Booker             |
| Laurie Metcalf             | Candice                 |
| Matt Roth                  | Oficial Crowe           |
| Tim Monsion                | Mr. Tattersall          |
| Peter Friedman             | Dr. Ryan Pierce         |
| Michael P. Byrne           | Barry                   |
| Anthony Cannata            | Ned                     |
| Jackie Moran               | Jackie                  |
| Sam Sanders                | Bobby                   |
| Greg Noonan                | Frank                   |
| Michael Stuart Kirkpatrick | Michael                 |
| Blake Whealy               | Mark Tattersall         |
| Joy Gregory                | Valerie Wheaton         |
| Lucy Childs                | Margaret Tattersall     |
| Ted Gilbert                | Ted                     |